# Lori Tan Chinn
Lori Tan Chinn é uma atriz, conhecida por interpretar Mei Chang em Orange Is the New Black.

## Filmografia

### Cinema
- Author! Author! (1982) - Mrs. Woo
- Brass (1985) - Hilda
- She-Devil (1989) - Vesta Rose
- Revealing Evidence: Stalking the Honolulu Strangler (1990)
- What About Bob? (1991) - Motorista de ônibus
- Glengarry Glen Ross (1992) - Garota
- Living in Oblivion (1995) - Designer
- Ransom (1996) - Mulher na rua
- Mickey Blue Eyes (1999) - Cliente
- South Pacific (2001) - Blood Mary[3][4]
- From Other Worlds (2004) - Mrs. Kim
- Security (2007) - Mrs. Pong
- Year of the Fish (2007) - Shuk Yee
- The Guitar (2008) - Mrs. Tzu
- Miss D (2012) - Mrs. Ling
- Final Recipe (2013) - Mrs. Wang
- Chloe and Theo (2015) - Landlady

### Televisão
- Roseanne (1990) - Iris
- Mathnet (1992) - Miss Jessica
- It's Like, You Know... (1999) - Daisy
- Spin City (2000) - Samaritan Nun
- Law & Order (2000) - Investigadora
- Law & Order: Trial by Jury (2005) - Mrs. Park
- Orange Is the New Black (2013) - Mei Chang[5]